# 惠特比修道院
惠特比修道院（英語：Whitby Abbey）是位於英格蘭北約克郡惠特比的一座修道院遺址，是一座本篤會的修道院，在亨利八世時期被解散。現在惠特比修道院被列入一級登錄建築和英格蘭遺產。